# Riaño (Valle de Valdebezana)
Riaño es una localidad española situada en la comunidad autónoma de Castilla y León, más concretamente en la provincia de Burgos. Este pueblo se encuentra a 3 km al noroeste de Soncillo, la capital municipal.

## Historia
En el Censo de Floridablanca aparece como lugar del Valle de Valdebezana, dentro del partido de Laredo, que a su vez fue uno de los catorce partidos integrantes de la Intendencia de Burgos entre 1785 y 1833. Su jurisdicción era de señorío y su titularidad recaía en Pedro Hontañón de Porras, que designaba al alcalde ordinario. Poco después, con la caída del Antiguo Régimen se incorporó al municipio de Valle de Valdebezana, dentro del partido de Sedano.

## Parroquia
Iglesia católica de San Salvador, dependiente de la parroquia de Soncillo en el arciprestazgo de Merindades de Castilla la Vieja, diócesis de Burgos.[cita requerida]